# Ferndorf-Eder-Lahn-Straße
Die Ferndorf-Eder-Lahn-Straße (FELS) war die mit vorrangiger Priorität im Bundesverkehrswegeplan 2003–2015 mit Festlegung im Bundesfernstraßen-Bedarfsplan von 2004, vorgesehene Planung des Aus- und teilweisen Neubaus der Bundesstraßen 508 und 62 mit Ortsumfahrungen von Kreuztal bei Siegen bis Bad Laasphe/Biedenkopf an der Landesgrenze zwischen Nordrhein-Westfalen und Hessen. Mit dem aktuellen Bundesverkehrswegeplan wurde diese Bedarfsplanung geändert, die Ortsumfahrung Bad Laasphe wurde aus der Straßenplanung gestrichen. Ortsumfahrungen sind in der aktuellen Bedarfsplanung entlang der Bundesstraßen 508 und 62 in der vorrangigen Priorität nur noch von Kreuztal über Hilchenbach bis Erndtebrück berücksichtigt worden.

## Geschichte
Die in der Bundesfernstraßenplanung ursprünglich seit 1986 so genannte Ferndorf-Eder-Lahn-Straße im Zuge der Bundesstraßen 508 und 62 von Kreuztal bis Bad Laasphe an der Landesgrenze NRW/Hessen war eine vom Bund als Ersatz bzw. Alternative zum Weiterbau der Bundesautobahn A 4 in diesem Streckenabschnitt vom Olper Kreuz (A 45/A 4) bis zum Hattenbacher Dreieck bei Bad Hersfeld (A 5/A 7) gedachte Bundesstraßenausbau-Planung. Sie enthielt den Ausbau und teilweisen Neubau entlang von B 508 und B 62 und vier Ortsumfahrungen in Kreuztal, Hilchenbach, Erndtebrück und Bad Laasphe bis zur Landesgrenze zwischen NRW und Hessen stand seit 1986 im vordringlichen Bedarf bis zuletzt bis 2015 im 2004 fortgeschriebenen Bundesfernstraßenbedarfsplans mit Anbindung an die Stadtautobahn Hüttentalstraße Siegen-Kreuztal und das Ende der Bundesautobahn A 4 in Kreuztal.
Nach der Öffnung der innerdeutschen Grenze am 9. November 1989 und der deutschen Wiedervereinigung war die frühere Planung der A 4 vom Autobahnkreuz Olpe zum Hattenbacher Autobahn-Dreieck mit Anschluss über die Bundesautobahnen A 5 und A 7 zur A 4 in Richtung Thüringen/Sachsen 1993 wieder in den vordringlichen Bedarf des Bundesverkehrswegeplans und Bundesfernstraßenbedarfsplans aufgenommen worden. Bei der Fortschreibung der Bedarfsplanung 2003/2004 wurde der von seinen Befürwortern sogenannte „Lückenschluss A 4“ im nordrhein-westfälischen Abschnitt aus dem Bundesverkehrswegeplan und der Bundesfernstraßenbedarfsplanung herausgenommen und in Hessen vom vordringlichen in den weiteren Bedarf zurückgestuft.
Mit dem Weiterbau der A 4 von Olpe/Wenden nach Kreuztal wurden von den politischen Mehrheiten in den Kreistagen Siegen-Wittgenstein und Waldeck-Frankenberg mit Unterstützung der Bundesländer Nordrhein-Westfalen und Hessen eine neue, dem A 4-Plankorridor folgende Projektvorstellung für eine Neutrassierung der Bundesstraße 62 von Kreuztal-Krombach (Krombacher Höhe) in Richtung Hessen bis Hattenbach gefordert und in einer gemeinsamen in Auftrag gegebenen Machbarkeitsstudie entwickelt: eine Nord-Variante, die von der Krombacher Höhe über das Rothaargebirge und Wittgenstein das Edertal querend nach Hattenbach/Hessen führt.
Da diese Projektvorstellung einer B 62 neu 2004 keine Aufnahme in den Bundesfernstraßenbedarfsplan fand, wurde eine Süd-Variante verfolgt, die von Kreuztal zunächst der alten FELS-Planung bis Erndtebrück/Schameder folgend und dann ab der Abzweigung der B 480 von der B 62 in Wittgenstein über das Edertal und den Kreis Waldeck-Frankenberg bis nach Hattenbach führen sollte. Diese Projektvorstellung einer „Entwicklungsachse Kreuztal-Hattenbach“ sah einen weitgehend dreispurigen Neubau einer Bundesfernstraße vor.
Diese ursprünglich von den Kreisen Siegen-Wittgenstein und Waldeck-Frankenberg, den Industrie- und Handelskammern verfolgte und von den Bundesländern NRW und Hessen mit Unterstützung des Bundesverkehrsministerium als B 508 neu bezeichnete Projektvorstellung wurde jedoch im April/Mai 2010 nach ersten eingeleiteten Voruntersuchungen vom Land Hessen aufgegeben.
Der weiterhin im derzeit gültigen, zuletzt 2004 fortgeschriebenen Bundesfernstraßenbedarfsplan vorgesehene Aus- und teilweise Neubau der Ferndorf-Eder-Lahnstraße im Zuge der Bundesstraßen 508/62 mit Ortsumfahrungen von Kreuztal bis Bad Laasphe sieht bislang nur eine zweispurige Straßenplanung mit wiederholt wechselnden Überholspuren vor. Diese Planung ist nach dem gegenwärtig gültigen Bundesfernstraßenbedarfsplan wegen der starken Einwirkungen in Natur und Landschaft zudem in Teilabschnitten (Hilchenbach/Erndtebrück) zusätzlich einer besonderen, derzeit noch in Arbeit befindlichen naturschutzfachlichen Untersuchung unterzogen.

## Aktuelle Planungen
Für die Ausbauplanung der Ferndorf-Eder-Lahn-Straße mit Ortsumfahrungen von Kreuztal, Hilchenbach, Erndtebrück und Bad Laasphe im Streckenverlauf von B 508 und B 62 bis zur Landesgrenze zwischen Niederlaasphe und Biedenkopf-Wallau, die im aktuellen Fernstraßenbedarfsplan des Bundes teilweise bereits seit den 1980er Jahren in der vordringlichen Planungspriorität steht, ist in Kreuztal eine Südumfahrung ohne eine früher geforderte Untertunnelung des Mattenbachtales vorgesehen.
An ihrem Ende liegt die Ortsumfahrung von Bad Laasphe mit Tunnelunterfahrung des Kurgebietes. Für Erndtebrück ist 2004 in den aktuellen Bundesfernstraßenbedarfsplan eine Südumfahrungsvariante anstelle einer früher geplanten Nordumfahrung in die Planung aufgenommen worden, für den Teilabschnitt Hilchenbach ist der Verlauf einer Ortsumfahrung noch offen; mehrere angedachte Südvarianten sind umstritten.
Von den Kreistagen Siegen-Wittgenstein (NRW) und Waldeck-Frankenberg (Hessen) und den regionalen Industrie- und Handelskammern war zusammen mit den Bundesländern Nordrhein-Westfalen und Hessen in den vergangenen Jahren eine neue drei- bis vierspurige, fernstraßenähnliche Planungsvariante als Projekt mit ersten Voruntersuchungen betrieben worden, die von Kreuztal über Wittgenstein und Frankenberg zum Hattenbacher Autobahndreieck (A 7/A 4) führen und für die nächste Überarbeitung des Bundesverkehrswegeplans und Bundesfernstraßenbedarfsplans in Vorschlag gebracht werden sollte.
Von diesem Projekt, das auch in den Kreisen Marburg-Biedenkopf und Schwalm-Eder umstritten war, hat sich die hessische Landesregierung nach einer entsprechenden Abstimmung mit dem Bundesverkehrsministerium bereits am 6. Mai 2010 verabschiedet.
Für das autobahnähnliche Schnellstraßenprojekt als Alternative zu dem im alten Planungskorridor des mit dem Bundesverkehrswegeplan 2003 aufgegebenen A 4-Weiterbaus, für das es noch keine planungsrechtliche Grundlage gab und dessen Baukosten für verschiedene Trassenvarianten auf rund 1,7 bis 2 Milliarden Euro – ähnlich hoch wie bei einem Weiterbau der A 4 beziffert worden waren, wurde insbesondere aus Kostengründen und dem zunehmenden Investitionsstau, der bei den in der Bundesfernstraßenplanung im Zusammenhang mit anderen im vordringlichen Bedarf eingestuften Projekten bundesweit mittlerweile auf annähernd 50 Milliarden Euro angewachsen ist, als nicht realisierbar bzw. finanzierbar angesehen.
In den Bundesländern Hessen und Nordrhein-Westfalen, insbesondere in den berührten Kreisen der beiden Bundesländer hatten Befürworter aus Politik und Wirtschaft dieses als „Entwicklungsachse Kreuztal-Hattenbach“, vom Bundesverkehrsministerium als B 508 neu bezeichneten Projektes gehofft, für diese Projektvorstellung eine Aufnahme in die vordringliche Bedarfsplanung des Bundesverkehrswegeplans (BVWP) und Bundesfernstraßenbedarfsplans (BPL), dessen nächste Fortschreibung voraussichtlich 2014/2015, mit dem zeitlichen Ende des 2003/2004 gesetzlich festgelegten Planungsrahmens, erwarten zu können.
Vorstellungen der Projektbefürworter, dass dieses Fernstraßenprojekt als herausgehobene Straßenbaumaßnahme von besonderer Bedeutung mit dem Fernstraßenausbau-Änderungsgesetz vorzeitiger in die laufende Bedarfsplanung des Bundes gelangen könnte, erfüllten sich erwartungsgemäß nicht. Dazu hätte das derzeit gültige Fernstraßenausbaugesetz von Bundestag und Bundesrat aufgeschnürt und als genehmigungspflichtiges Gesetz zwischen Bund und Ländern neu verhandelt und geändert werden müssen.
Seit Juni 2011 propagieren Befürworter für eine regional verbesserte Verkehrsanbindung zwischen dem NRW-Ende der Autobahn A 4 und der Stadt-Autobahn „Hüttentalstraße“ in Kreuztal und dem im Rothaargebirge liegenden Wittgenstein mit der neuen Etikettierung „Route 57“ einen Aus- und Neubau der Bundesstraßen 508 und 62 mit Ortsumfahrungen von Kreuztal bis Erndtebrück/Schameder.
Diese Vorstellung entspricht bis Erndtebrück den bereits seit 1986 – mit der im Bundesfernstraßenbedarfsplan 2004 erfolgten Teil-Planänderung einer Erndtebrücker Südumfahrung – in der vordringlichen Planung des Bundesfernstraßenbedarfsplans zwischen Kreuztal und Bad Laasphe mit vier vorgesehenen und in der Planung stehenden Ortsumfahrungen entlang des Verlaufs der Bundesstraßen B 508 und B 62.
Gegen diese laufenden Projektplanungen wenden sich Bürgerinitiativen im nördlichen Siegerland und in Wittgenstein, die die im Planverfahren befindlichen und von der im Auftrag des Bundes zuständigen Landesstraßenbaubehörde geplanten Trassierungen wie die Kreuztaler Südumgehung mit einer weiteren Trassenführung durch das Ferndorf-Tal für überdimensioniert oder wie die Bad Laaspher Tunnel-Trassenvariante wegen der Nähe zu Kur- und Wohngebieten für unzureichend halten.

## Argumente für/gegen die Straßenplanung
Bereits gegen die 2010 aufgegebene Bundesfernstraßen-Projektvorstellung „Entwicklungsachse Kreuztal-Hattenbach“ im alten A 4-Planungskorridor hatte sich in den vergangenen Jahren beiderseits der Landesgrenzen zunehmender Widerstand von Bürgerinitiativen formiert, die sich in einem „Netzwerk Stop A 4“ zusammenschlossen. Das Fernstraßenprojekt war auch in der Bevölkerung nicht unumstritten, fand gleichwohl aber wegen der als unzureichend ausgebaut angesehenen Verkehrsinfrastruktur zwischen dem Siegerland und Wittgenstein in den berührten Abschnitten der Region, insbesondere in Wittgenstein, vielfach Zustimmung.